# Love.It
Singles
LOVE.It est le 1ermini album de Ai Ōtsuka sous le pseudonyme LOVE, sorti sous le label Avex Trax le 18 novembre 2009 au Japon. Il atteint la 82e place du classement de l'Oricon, et reste classé pendant 1 semaine, pour un total de 1 334 exemplaires vendus. Il sort en format CD et CD+DVD.

## Liste des titres
| 1. | Magic                        | 4:01 |
| 2. | Starlight                    | 3:55 |
| 3. | Moonlight                    | 3:40 |
| 4. | Red Eye                      | 3:41 |
| 5. | White choco                  | 4:37 |
| 6. | LOVE no Theme (LOVEのテーマ) | 5:00 |

| 1. | Magic                        |  |
| 2. | White choco                  |  |
| 3. | LOVE no Theme (LOVEのテーマ) |  |